# Monarhija
Monarhija (starogrško μοναρχία monarchía 'vladavina enega') je oblika vladavine, kjer pripada najvišja oblast vladarju (na primer kralju). Ta oblast pripada monarhu v celoti (absolutna monarhija) ali si jo deli s parlamentom (ustavna monarhija).
Zgodovinsko je kraljevina ena bolj stabilnih ureditev in zgodnjih ureditev države, saj predvideva prenos vladarja po dedni liniji. Upravljanje države je tako predvidljivo, vladar vzgaja svojega naslednika in mu nakloni različna orodja za usposabljanje in osvajanje samostojnega pogleda na svet. Zgodovinsko so možne monarhije, kjer se posvoji ali izvoli monarha. 
Kraljevina se je kasneje razvila iz jasno določenih meja kraljestva in bolj dorečenih odnosov do veljakov države, uradništva, vojaštva in kmetijstva. Kralj je tako imel svoj dvor, svoje spremstvo, stražo. Dvor je bil obenem kraljevo okrilje in hkrati način komuniciranja do vladarja in njegove rodbine.
Z uvedbo predstavniškim domov, parlamenta in mestnih grofij ali celo samostojnih mestnih središč so monarhije na dvoru potrebovale samostojne predstavnike. Parlamentarne monarhije so omogočile prve samostojne ureditve, kjer se kralj ni več vpletal v neke zakonodajne dejavnosti, celo davke. Mnoge države so ohranile skorajda popolno samostojnost, a zaprisegle simbolno zvestobo monarhu. 
Mnoge protokolarne posebnosti so značilne za monarhijo določene države. Pomnjenje teh protokolov je lahko celo ustavna kategorija. Za razliko od republikanske ustave, kjer je večina vsebine zapisana v odločbah ali celo predpisana kot poslovnik, je ustava monarhije večinoma zavezana protokolu ali celo le zgodovinskemu spominu, kjer je protokolarna rešitev pomnik zgodovinskih napak, svarilo za vse udeležence. Država, ki je poznala absolutistično monarhijo, in je prešla na ustavno monarhijo, lahko preide na pol-ustavno ureditev velikokrat že na ravni kršitve več desetletij, stoletij, dolgega protokola. Kralj je predstavnik države, a ima lahko tudi druge funkcije izvršnega dela oblasti. Le redkokdaj ima pravico imenovati funkcionarje ali pisati zakone ali odstavljati sodnike, a lahko postane pomemben koordinator državne politike.

## Oblike monarhije
S nastankom modernih držav poznamo v Evropi predvsem tri oblike monarhije:
Absolutistična monarhije: V tej obliki ima monarh izključno in osebno oblast nad vsemi posli države. Je vodja državne uprave, vojske in kmetijstva, četudi ni zainteresiran za fevdalna razmerja, gradi močno državno upravo in vojsko: Bruneji, Vatikan.
Ustavna monarhija: U tej obliki monarhije ustava določa velik del pravnih razmerij v državi. Monarh ima dolžnosti in oblasti v okviru že napisanega akta, ima pravico usmerjati državo, a voljeni predstavniki niso zavezani upoštevati monarha. Izvršna oblast je v marsičem usmerjena s strani vladarja, monarh tako lahko priporoča rešitve ali imenuje mandatarja, ki kasneje oblikuje vlado. Primer je Kneževina Liechtenstein.
Parlamentarna monarhija: Parlamentarna monarhija je pod-oblika ustavne, kjer monarh razen ustavnih omejitev pravzaprav niti ne sodeluje v državnih zadevah. Vlada in parlament sta v skorajda popolnoma suverena v delovanju. Monarh ima sicer neformalen vpliv, a je predvsem reprezentativni organ. Primeri iz Evrope: Belgija, Danska, Luksemburg, Norveška, Nizozemska, Švedska, Španija, Združeno kraljestvo Velike Britanije in Severne Irske.
Resnična posebnost je monarhija z dvema vladarjema: Andora, ki ima dva sovladarja, "kneza" iz obeh sosednjih držav. 

### Vloga monarha
Zaradi ustavne vloge, kjer monarhija združuje in kombinira v eni osebi več vej oblasti, je vladar monarhije velikokrat v zapletenem odnosu do teologije. Kot človek ji mora biti podrejen, a kot vladar ima posebno povezavo z opisovanjem svoje moči. Tako so kralji občasno sveti, branilci vere, najvišja morala, v najstarejših oblikah vladavine pa so zaradi dednega prenosa oblasti prevzeli vlogo polbogov ali bogov, nekako priključeni shemi teologije mnogih bogov kot posinovljenci ali reinkarnacije. 
Zaradi verskih vsebin so verska vprašanja vedno hkrati podlaga za izpraševanje državne usmeritve. Javna morala pa se ravna po kralju in njegovi rodbini. A to ni nujno zavezujoče. Ob dovolj močni vlogi vladarja, se lahko vladar ubrani predpisom morale in tako ogne nadzoru. Vloga verskih institucij je lahko tudi del funkcij monarha.

## Naziv monarha
Monarhi imajo zelo različne nazive. Raznovrstnost nazivov izhaja iz zgodovinske raznovrstnosti, kulturne tradicije ali teorije o temu, kaj je država, ko ji vlada monarh. Vodja države je tako lahko imenovan cesar, cesarica, kralj, kraljica, vojvoda, vojvodinja, knez, kneginja, mejni graščak, princ, car, grof. 
Muslimanski svet pozna tudi izraze šah, padi-šah, sultan/sultana, šah-an-šah, malik/malika, emir/emira, šejk, imam. 
Vzhodnoazijske države poznajo huángdì (emperor)/nǚhuáng, tiānzǐ (nebeški sin), tennō/josei tennō (regent), wang/yeowang, hwangje/yeoje. 
Jugovzhodnoazijske države poznajo še izraz maharadža/maharani, radža/rana/rani/ratu. Mongoli poznajo izraz kan/kagan/katun. Egipčani faraon, Etiopci poznajo izraz nəgusä nägäst/nəgəstä nägäst.
Monarhija veliko da na oblično imenovanje, vladar ima dodatne nazive, dodatno obogateno poimenovanje, posebni naziv namenjen ogovoru. Podoben protokol ohranjajo tudi druge države. Dodatni nazivi, dodatna imenovanja monarha, so namenjeni izražanju pripada teritorija osebi. Tako tudi prestolonaslednik ali kak drug član plemenite družine pridobi ime kot posebno dolžnost in fevdalni opomin. Ime je lahko tudi provokacija, saj se spominja na zemljo, ki ne pripada, ali obuja vojne, ki so bile enkrat že izgubljene ali že dobljene. 

### Ne suverene monarhije
Monarhije so ena najbolj suverenih in stabilnih vladavin. A zaradi trgovinskih spopadov in nezainteresiranih velesil se oblikujejo države, kjer nihče v resnici ni zainteresiran za kaj drugega kot neke minimalne civilizacijske norme. Državi se postavi vojnega diktatorja in se ga oboroži, država pa je suverena le toliko, kolikor je bolj učinkovito začeti vojno. Taki državi se reče nesuverena monarhija, vazali. Interesno ji vladajo od zunaj, okrilje hegemonije je očitno. Najbolj znan primer so bili afriški plemenski voditelji v negotovih državah, mali teritorialni kralji, suvereni od Vzhodnoindijske družbe in Podkralja, a v resnici popolnoma podrejeni glede pravic sklepanja pogodb.
V Afriki je ogromno regionalnih poddržavic, ki imajo svoj teritorij, plemenskega vodjo in vse lastnosti države, a so v smislu ustave sestavni del neke druge države. Podoben odnos do različnih posebnosti je ohranila tudi osmansko cesarstvo, kjer je monarh odločal o vojni znotraj monarhije med dvema državama, ki sta bila obe pod njegovo hegemonijo. Oblasti se ni odpovedal, raje se odpove vzpostavljanju reda. Ker so države v osmanskem cesarstvu pobirale davke preko zasebnikov, je škoda za lokalno prebivalstvo bila zelo visoka, a v smislu cesarstva je šlo za zanemarljivo finančno breme. Pobiralci davkov so bili pravzaprav še najbolj motivirani za mir, bolj kot cesarski blagajnik.  

### Država, državotvornost
Monarhije so v večji meri starejše od kakršnekoli politološke vede, velikokrat celo starejše od sodobnega definiranja države. Monarhije tako se ne obremenjujejo z nacionalnimi državami ali mejami, zaradi ozemeljskih konfliktov teh vrst so tudi nastale prve oblike diplomacije. Monarh tudi ne išče legitimacije svoje vladavine s človekovimi pravicami, saj je večino svoje oblasti izgubil ravno z uvedbo ustavne ali parlamentarne monarhije. Znanost ustvarjanja države je tako razvila različna orodja v prid vladarja za lažje upravljanje običajnih poslov. Državotvornost monarh ohranja predvsem z osebno povezavo z naravo vladavine. Četudi so monarhi vladarji svoje države, svojih državljanov, je monarhija učinkovita predvsem, če jo državljani čutijo kot pomemben del njihovega doživljanja države.